# 1966年フランスグランプリ
1966年フランスグランプリ (1966 French Grand Prix) は、1966年のF1世界選手権第3戦として、1966年7月3日にランス・サーキットで開催された。
1906年に開催された初のグランプリレースである第1回フランスグランプリから60周年を記念するレースであり、26回目の「ヨーロッパグランプリ」の冠がかけられた。ランスでのフランスグランプリの開催は3年ぶり16回目で、かつ最後となった。レースは全長8.35 km (5.19 mi)のコースを48周する400 km (250 mi)の距離で行われた。
本レースは1959年と1960年のチャンピオンであるジャック・ブラバムが、ブラバム・BT19で優勝した。それは1960年ポルトガルグランプリ以来となる6年ぶり8回目の勝利であり、かつ彼がブラバムチームを設立して以来の最初の勝利でもあり、そして彼の母国オーストラリアで開発されたレプコV8エンジンにとってのF1初勝利であった。ブラバムは、自分の名前を冠したマシンでF1世界選手権レースで勝った最初のドライバーとなった。フェラーリ・312をドライブしたマイク・パークスが9.5秒差で2位、ブラバムのチームメイトのデニス・ハルムが2周遅れの3位となった。
優勝したブラバムは9点を上乗せして12点とし、フェラーリのロレンツォ・バンディーニに2点、BRMのジャッキー・スチュワートとクーパーのジョン・サーティースに3点の差を付け、ドライバーズランキングの首位に立った。ブラバムはここから4連勝を挙げることになり、3度目のチャンピオン獲得へ向けての快進撃が始まった。

## レース概要
フェラーリのエースであったジョン・サーティースは、ル・マン24時間レースでのドライバー起用を巡り、エウジェニオ・ドラゴーニ監督と衝突してチームを去り、クーパーへ移籍した。これにより、ロレンツォ・バンディーニがエースに昇格し、新人マイク・パークスが急遽サーティースに代わって起用された。
ジム・クラークは予選走行中、顔面に鳥が激突する事故に遭ってしまう。クラークは事なきを得たが、決勝はペドロ・ロドリゲスに交代した。予選はフェラーリの新エースとなったバンディーニが312/66で2分07秒8（平均時速146.112 mph (235.144 km/h)）を出し、ポールポジションを獲得した。クーパーへ移籍したサーティースが2番手、バンディーニの新たなチームメイトとなったパークスが3番手と、フェラーリ勢が元フェラーリのサーティースを挟む形でフロントローを占めた。
決勝はスタートでサーティースが首位に立ったが、半周もしないうちにメカニカルトラブルに見舞われて戦列を去り、レース前半はバンディーニが首位を快走する。しかし、38周目にスロットルケーブルが破損してしまったため、バンディーニは一旦マシンを止めて応急措置を施した後にピットへ戻ったが、コースに復帰した時には既に優勝争いからは完全に脱落していた。代わってジャック・ブラバムが首位に浮上してラッキーな勝利を得た。ブラバムは1960年ポルトガルGP以来の勝利で、かつ彼自身のチームでF1世界選手権レースを制した最初のドライバーとなった。それはまた、フランスGPのF1世界選手権における最初の開催地であるランスでの最後のレースであった。F1デビュー戦となったパークスはグラハム・ヒルと3位を争い、ヒルのカムシャフトが壊れた時に2位に浮上した。デニス・ハルムは本レースからレプコV8エンジンを搭載したブラバム・BT20を使用して3位に入り、パークスとともに初の表彰台に立った。5位のダン・ガーニーはイーグルで初の入賞を、6位のジョン・テイラーはF1キャリアで初の入賞をそれぞれ果たした。
1950年のチャンピオンであるジュゼッペ・ファリーナは本レースを観戦に行く途中、自動車事故で亡くなった。

## エントリーリスト
| チーム                                     | No. | ドライバー                          | コンストラクター | シャシー   | エンジン                           | タイヤ |
| ------------------------------------------ | --- | ----------------------------------- | ---------------- | ---------- | ---------------------------------- | ------ |
| チーム・ロータス                           | 2   | ジム・クラーク ペドロ・ロドリゲス 1 | ロータス         | 33         | クライマックス FWMV 2.0L V8        | F      |
| チーム・ロータス                           | 4   | ピーター・アランデル                | ロータス         | 43         | BRM P75 3.0L H16                   | F      |
| クーパー・カー・カンパニー                 | 6   | ヨッヘン・リント                    | クーパー         | T81        | マセラティ 9/F1 3.0L V12           | D      |
| クーパー・カー・カンパニー                 | 8   | クリス・エイモン                    | クーパー         | T81        | マセラティ 9/F1 3.0L V12           | D      |
| クーパー・カー・カンパニー                 | 10  | ジョン・サーティース                | クーパー         | T81        | マセラティ 9/F1 3.0L V12           | D      |
| ブラバム・レーシング・オーガニゼーション   | 12  | ジャック・ブラバム                  | ブラバム         | BT19       | レプコ 620 3.0L V8                 | G      |
| ブラバム・レーシング・オーガニゼーション   | 14  | デニス・ハルム                      | ブラバム         | BT20       | レプコ 620 3.0L V8                 | G      |
| オーウェン・レーシング・オーガニゼーション | 16  | グラハム・ヒル                      | BRM              | P261 P83 2 | BRM P60 2.0L V8 BRM P75 3.0L H16 2 | D      |
| スクーデリア・フェラーリ SpA SEFAC         | 20  | ロレンツォ・バンディーニ            | フェラーリ       | 312/66     | フェラーリ 218 3.0L V12            | F      |
| スクーデリア・フェラーリ SpA SEFAC         | 22  | マイク・パークス                    | フェラーリ       | 312/66     | フェラーリ 218 3.0L V12            | F      |
| ブルース・マクラーレン・モーターレーシング | 24  | ブルース・マクラーレン 3            | マクラーレン     | M2B        | セレニッシマ 3.0L V8               | F      |
| アングロ・アメリカン・レーサーズ           | 26  | ダン・ガーニー                      | イーグル         | T1F        | クライマックス FPF 2.8L L4         | G      |
| アングロ・スイス・レーシングチーム         | 30  | ヨアキム・ボニエ                    | ブラバム         | BT22       | クライマックス FPF 2.8L L4         | F      |
| レグ・パーネル・レーシング                 | 32  | マイク・スペンス                    | ロータス         | 25         | BRM P56 2.0L V8                    | F      |
| レグ・パーネル・レーシング                 | 34  | ポール・ホーキンス 3                | ロータス         | 25         | クライマックス FPF 2.8L L4         | F      |
| DWレーシング・エンタープライゼス           | 36  | ボブ・アンダーソン                  | ブラバム         | BT11       | クライマックス FPF 2.8L L4         | F      |
| R.R.C. ウォーカー・レーシングチーム        | 38  | ジョー・シフェール                  | クーパー         | T81        | マセラティ 9/F1 3.0L V12           | D      |
| チーム・シャマコ・コレクト                 | 40  | ボブ・ボンドゥラント 3              | BRM              | P261       | BRM P60 2.0L V8                    | D      |
| ギ・リジェ                                 | 42  | ギ・リジェ                          | クーパー         | T81        | マセラティ 9/F1 3.0L V12           | D      |
| デヴィッド・ブリッジス                     | 44  | ジョン・テイラー                    | ブラバム         | BT11       | BRM P60 2.0L V8                    | G      |
| ソース:                                    |     |                                     |                  |            |                                    |        |

追記
- ^1 - クラークが予選で負傷したため、決勝はロドリゲスに交代[6]
- ^2 - ヒルは予選でP261(V8)とP83(H16)を併用し、決勝はP261を使用した
- ^3 - エントリーしたが出場せず[12]

## 結果

### 予選
| 順位    | No. | ドライバー               | コンストラクター        | タイム | 差    | グリッド |
| ------- | --- | ------------------------ | ----------------------- | ------ | ----- | -------- |
| 1       | 20  | ロレンツォ・バンディーニ | フェラーリ              | 2:07.8 | -     | 1        |
| 2       | 10  | ジョン・サーティース     | クーパー-マセラティ     | 2:08.4 | +0.6  | 2        |
| 3       | 22  | マイク・パークス         | フェラーリ              | 2:09.1 | +1.3  | 3        |
| 4       | 12  | ジャック・ブラバム       | ブラバム-レプコ         | 2:10.2 | +2.4  | 4        |
| 5       | 6   | ヨッヘン・リント         | クーパー-マセラティ     | 2:10.9 | +3.1  | 5        |
| 6       | 38  | ジョー・シフェール       | クーパー-マセラティ     | 2:12.2 | +4.4  | 6        |
| 7       | 8   | クリス・エイモン         | クーパー-マセラティ     | 2:12.4 | +4.6  | 7        |
| 8       | 16  | グラハム・ヒル 1         | BRM                     | 2:12.8 | +5.0  | 8        |
| 9       | 14  | デニス・ハルム           | ブラバム-レプコ         | 2:13.3 | +5.5  | 9        |
| 10      | 32  | マイク・スペンス         | ロータス-BRM            | 2:14.2 | +6.4  | 10       |
| 11      | 42  | ギ・リジェ               | クーパー-マセラティ     | 2:15.4 | +7.6  | 11       |
| 12      | 36  | ボブ・アンダーソン       | ブラバム-クライマックス | 2:15.6 | +7.8  | 12       |
| 13      | 2   | ジム・クラーク           | ロータス-クライマックス | 2:15.6 | +7.8  | 13 2     |
| 14      | 26  | ダン・ガーニー           | イーグル-クライマックス | 2:17.9 | +10.1 | 14       |
| 15      | 44  | ジョン・テイラー         | ブラバム-BRM            | 2:19.2 | +11.4 | 15       |
| 16      | 4   | ピーター・アランデル     | ロータス-BRM            | 2:19.6 | +11.8 | 16       |
| 17      | 30  | ヨアキム・ボニエ         | ブラバム-クライマックス | 2:23.5 | +15.7 | 17       |
| ソース: |     |                          |                         |        |       |          |

追記
- ^1 - ヒルはBRM・P83で2:09.2を出したが、決勝はBRM・P261を使用するため無効となった
- ^2 - クラークはアクシデントで負傷したため、決勝はロドリゲスに交代（グリッド位置の変更なし）

### 決勝
| 順位    | No. | ドライバー               | コンストラクター        | 周回数 | タイム/リタイア原因 | グリッド | ポイント |
| ------- | --- | ------------------------ | ----------------------- | ------ | ------------------- | -------- | -------- |
| 1       | 12  | ジャック・ブラバム       | ブラバム-レプコ         | 48     | 1:48:31.3           | 4        | 9        |
| 2       | 22  | マイク・パークス         | フェラーリ              | 48     | +9.5                | 3        | 6        |
| 3       | 14  | デニス・ハルム           | ブラバム-レプコ         | 46     | +2 Laps             | 9        | 4        |
| 4       | 6   | ヨッヘン・リント         | クーパー-マセラティ     | 46     | +2 Laps             | 5        | 3        |
| 5       | 26  | ダン・ガーニー           | イーグル-クライマックス | 45     | +3 Laps             | 14       | 2        |
| 6       | 44  | ジョン・テイラー         | ブラバム-BRM            | 45     | +3 Laps             | 15       | 1        |
| 7       | 36  | ボブ・アンダーソン       | ブラバム-クライマックス | 44     | +4 Laps             | 12       |          |
| 8       | 8   | クリス・エイモン         | クーパー-マセラティ     | 44     | +4 Laps             | 7        |          |
| NC      | 42  | ギ・リジェ               | クーパー-マセラティ     | 42     | 規定周回数不足      | 11       |          |
| Ret     | 2   | ペドロ・ロドリゲス 1     | ロータス-クライマックス | 40     | オイル漏れ          | 13       |          |
| NC      | 20  | ロレンツォ・バンディーニ | フェラーリ              | 37     | 規定周回数不足      | 1        |          |
| NC      | 30  | ヨアキム・ボニエ         | ブラバム-クライマックス | 32     | 規定周回数不足      | 17       |          |
| Ret     | 16  | グラハム・ヒル           | BRM                     | 13     | エンジン            | 8        |          |
| Ret     | 38  | ジョー・シフェール       | クーパー-マセラティ     | 10     | 燃料システム        | 6        |          |
| Ret     | 32  | マイク・スペンス         | ロータス-BRM            | 8      | クラッチ            | 10       |          |
| Ret     | 10  | ジョン・サーティース     | クーパー-マセラティ     | 5      | 燃料システム        | 2        |          |
| Ret     | 4   | ピーター・アランデル     | ロータス-BRM            | 3      | ギアボックス        | 16       |          |
| DNS     | 2   | ジム・クラーク 1         | ロータス-クライマックス |        | 予選でアクシデント  | (13)     |          |
| ソース: |     |                          |                         |        |                     |          |          |

ラップリーダー
- 1-31=バンディーニ、32-48=ブラバム
- 周回数: バンディーニ - 31周、ブラバム - 17周

追記
- ^1 - クラークは予選でのアクシデントで負傷したため、ロドリゲスに交代した。ロドリゲスはクラークのスターティンググリッドでスタートした[17]

## 第3戦終了時点のランキング
|         | 順位 | ドライバー               | ポイント |
| ------- | ---- | ------------------------ | -------- |
| 6       | 1    | ジャック・ブラバム       | 12       |
| 1       | 2    | ロレンツォ・バンディーニ | 10       |
|         | 3    | ジョン・サーティース     | 9        |
| 2       | 4    | ジャッキー・スチュワート | 9        |
| 1       | 5    | ヨッヘン・リント         | 9        |
| ソース: |      |                          |          |

|         | 順位 | コンストラクター        | ポイント |
| ------- | ---- | ----------------------- | -------- |
|         | 1    | フェラーリ              | 21       |
| 2       | 2    | ブラバム-レプコ         | 12       |
| 1       | 3    | BRM                     | 9        |
| 1       | 4    | クーパー-マセラティ     | 9        |
|         | 5    | イーグル-クライマックス | 2        |
| ソース: |      |                         |          |

- 注:  トップ5のみ表示。ベスト5戦のみがカウントされる。